# ポーラ・クリーマー
ポーラ・クリーマー（Paula Creamer, 1986年8月5日 - ）は、アメリカ・カリフォルニア州マウンテンビュー出身の女子プロゴルファーである。2005年5月第3週の「サイベース・クラシック」で米国女子ゴルフツアー最年少優勝記録（18歳9ヶ月）を樹立するなど、女子ゴルフ史上最年少で獲得賞金100万ドルを突破した若手スター選手である。ピンクの服が好きなことから“ピンク・パンサー”というニックネームもある。

## 略歴
1996年に10歳でゴルフを始め、2003年・2004年の全米女子アマチュア選手権、全米ジュニア選手権でベスト4の好成績を収めるなど、アマチュア時代には19のタイトルを獲得している。2004年の全米女子プロゴルフツアーでは「ショップライト・クラシック」で2位になり、「マスターカード・クラシック」でも6位に入っている。2004年のアメリカツアー予選会を1位で通過し、直後にプロ転向を表明した。（この年の女子ツアー予選会は、合格者が14名しかいなかった。）
2005年5月22日、「サイベース・クラシック」最終日に悪天候の中で逆転勝利を収め、「18歳9ヶ月」でツアー初優勝を飾る。それまでの女子ツアー最年少優勝記録（1975年にエミー・オールコットが19歳と1日で初優勝）を大幅に更新した。6月第2週に、メジャー大会の全米女子プロゴルフ選手権で3位入賞。7月第3週にフランスで開催された「エビアン・マスターズ」の優勝により、獲得賞金が100万ドルを突破する。8月第2週に「NEC軽井沢72ゴルフトーナメント」で初来日し、19アンダーパー（-19, 197ストローク）の大会記録で日本初優勝。10月第3週に「マスターズGCレディース」でも勝ち、日本2勝目（プロ通算4勝目）を挙げる。年間獲得賞金額は153万1,780ドルで賞金ランキング2位に入り、LPGAツアーの年間最優秀新人賞を受賞した。
2010年7月11日、全米女子オープン選手権で優勝し、メジャートーナメント初制覇を飾った。

## ツアー優勝歴

### LPGA
- 2005年：サイベース・クラシック、エビアン・マスターズ
- 2007年：SBSオープン、ミッシェル・カンパニー・トーナメント・オブ・チャンピオンズ
- 2008年：フィールズオープン・イン・ハワイ、セムグループ選手権、ジェイミー・ファー・オーウェンズ・コーニング・クラシック、サムスン世界選手権
- 2010年：全米女子オープン
- 2014年：HSBC女子チャンピオンズ

## プロ入り後のLPGAの戦績
- 2005年
  - 出場25試合、予選通過24回、優勝2回、2位4回、3位2回、平均ストローク70.98
  - 獲得賞金$1,531,780、賞金ランキング2位
- 2006年
  - 出場27試合、予選通過27回、優勝0回、2位1回、3位2回、平均ストローク70.62
  - 獲得賞金$1,076,163、賞金ランキング11位
- 2007年
  - 出場24試合、予選通過22回、優勝2回、2位2回、3位2回、平均ストローク70.50
  - 獲得賞金$1,384,798、賞金ランキング3位
- 2008年
  - 出場26試合、予選通過26回、優勝4回、2位1回、3位2回、平均ストローク70.56
  - 獲得賞金$1,823,992、賞金ランキング2位
- 2009年
  - 出場21試合、予選通過21回、優勝0回、2位1回、3位4回、平均ストローク70.62
  - 獲得賞金$1,151,864、賞金ランキング9位